# Dawid Lasarewitsch Brodjanski
Dawid Lasarewitsch Brodjanski (russisch Давид Лазаревич Бродянский; * 24. Oktober 1936 in Schytomyr; † 13. April 2017 in Wladiwostok) war ein ukrainisch-russischer Prähistoriker und Hochschullehrer.

## Leben
Brodjanski war der Sohn eines Offiziers und einer Konditorin. Nach Beginn des Deutsch-Sowjetischen Krieges wurde die Familie nach Selenodolsk evakuiert. Der Vater machte die Schlacht um Kiew (1941) mit, konnte sich aus dem Einschließungsring zu den sowjetischen Kräften durchschlagen und wurde nach Überprüfung in einem Speziallager entlassen. Brodjanski schloss in Mykolajiw die Mittelschule 1954 trotz guter Leistungen ohne eine Medaille ab. 1955 begann er als Elektroschlosser im Südturbinenwerk Mykolajiw zu arbeiten. 1957 begann er das Studium an der Fakultät für Orientalistik der Universität Leningrad, nachdem er ursprünglich ein Journalistik-Studium beabsichtigt hatte. Unter Alexei Pawlowitsch Okladnikows Leitung nahm Brodjanski an archäologischen Expeditionen mit Grabungen in Myrmekion bei Kertsch (1958), in einer Siedlung der Jankowski-Kultur in Pestschanoje, Rajon Michailowka (1960) und in einer Jurchen-Festung in der Mandschurei (1960) teil. 1961 arbeitete er in Chakassien unter der Leitung Natalja Lwowna Tschlenowas. 1962 schloss er das Studium in der Fachrichtung Geschichte Chinas mit Auszeichnung ab und verteidigte seine Diplomarbeit über die Longshan-Kultur.
1962 wurde Brodjanski vom Rektor der Fernost-Universität (DWGU) in Wladiwostok an die neue Orientalistik-Fakultät geholt. Bald hielt er auch Vorlesungen in der Geschichtsfakultät. Seine Themen waren die Urgeschichte, die Archäologie, die Geschichte und Geographie Chinas und die Altchinesische Sprache. 1964 grub er zusammen mit Okladnikow und Anatoli Pantelejewitsch Derewjanko auf der Petrow-Insel ein Gehöft der Krounova culture der frühen Eisenzeit aus. 1966 organisierte er eine Studentenexkursion in die Jüdische Autonome Oblast zur Polze-Grabung (Poltse culture, frühe Eisenzeit). In den beiden folgenden Jahren wurden Grabungen in der vielschichtigen Siedlung Tschapigou (Krounova culture) durchgeführt. 1968 besuchte Brodjanski als Erster die Siedlung Sini Gai im Rajon Tschernigowka (Region Primorje) und leitete dann dort die Ausgrabungen. Bis 1973 wurden 30 Häuser aus der Jungsteinzeit und 17 Häuser aus der Bronzezeit untersucht. 1969 verteidigte er an der Staatlichen Universität Nowosibirsk seine Kandidat-Dissertation über die südliche Region Primorje während der Entwicklung der Bronzezeit.
1973 gründete Brodjanski das archäologische Museum der DWGU. 1974 besuchte er die Kurilen und 1980 Sachalin. Seit 1978 beschäftigte er sich mit den Problemen der steinzeitlichen Kunst und entdeckte dabei transportable Petroglyphen und andere Kunstgegenstände in Primorje und Beringia. 1985 untersuchte er weltweit erstmals zusammen mit dem Hydrobiologen W. A. Rakow die steinzeitliche Aquakultur. Weitere Arbeiten widmete er der Biostratigraphie der Jungsteinzeit. In den 1990er Jahren entwickelte er eine Periodenstruktur für die Vorzeit des Primorje, wobei die Ergebnisse Okladnikows und Wladimir Klawdijewitsch Arsenjews eine besondere Rolle spielten. 1995 wurde er mit der Gesamtheit seiner Veröffentlichungen und der Dissertation über die Jungsteinzeit und den Übergang zur Bronzezeit des Primorje zum Doktor der Geschichtswissenschaften promoviert und zum Professor ernannt. 1996 erschien seine Archäologie der Region Primorje in Seoul auf Koreanisch.